# ネツマイカ
ネツ マイカ（9月10日 - ）は、日本の漫画家。長野県出身。女性。
旧ペンネームは根津舞香（読みは同じ）。

## 作品

### 漫画
- 闇的遊戯 〜ブラック・ゲーム〜（原作：あきみれい、きみとぼく、全2巻）※「根津舞香」名義
- 箱入りデビルプリンセス（原作：松本真、月刊コミックラッシュ、全6巻）
- カプレカ -Kaprekar Number 2.-（原作：松本真、月刊コミックラッシュ、全3巻）
- 北斗ちゃんの七つ星（原作：北側寒囲、月刊コミックラッシュ、全4巻）
- オワ・ランデ!（原作：神秋昌史、キャラクター原案：イチリ、スーパーダッシュ&ゴー!、全1巻）

### 挿絵
- 薔薇色にチェリースカ（海原零・著、集英社・スーパーダッシュ文庫）